# Ильиновка (Воронежская область)
Ильиновка — деревня Верхнехавского района Воронежской области.
Входит в состав Правохавского сельского поселения.

## Население
| 1859 | 1897  | 2000 | 2005 | 2010 |
| ---- | ----- | ---- | ---- | ---- |
| 468  | ↗1554 | ↘66  | ↘39  | ↘35  |

## Улицы
В деревне имеется одна улица — Кирова.